# James Brown Plays New Breed (The Boo-Ga-Loo)
James Brown Plays New Breed (The Boo-Ga-Loo) è il quindicesimo album in studio del cantante statunitense James Brown, pubblicato nel 1966.

## Tracce
1. New Breed – 3:42
2. Slow Walk – 5:46
3. Vonshelia – 5:54
4. Fat Bag – 4:16
5. Jabo – 2:35
6. Lost in the Mood of Changes – 2:00
7. All About My Girl – 6:25
8. Hooks – 2:30
9. Sumpin' Else – 7:11